# Liberalny socjalizm
Liberalny socjalizm – wariant idei socjalistycznej, postulujący większy liberalizm w gospodarce socjalistycznej. Liberalni socjaliści popierają gospodarkę mieszaną, z sektorem zarówno publicznym jak i prywatnym. Liberalny socjalizm sprzeciwia się leseferyzmowi, ekonomicznemu liberalizmowi i socjalizmowi państwowemu. Zdaniem liberalnych socjalistów wszelkie powstałe na rynku monopole są winą problemów systemu kapitalistycznego, który można naprawić drogą reform i ograniczonego interwencjonizmu państwowego. Postuluje typowe dla innych nurtów socjalizmu wartości wolności i równości, uważając je za zgodne ze sobą i możliwe do osiągnięcia dzięki większej równości ekonomicznej. Twierdzą, że równość ekonomiczna jest niezbędna do większej wolności gospodarczej. Zasady socjalizmu liberalnego zostały opracowanych przez ekonomistów takich jak John Stuart Mill, Eduard Bernstein, George Douglas Howard Cole, John Dewey, Carlo Rosselli, Norberto Bobbio i Chantal Mouffe. Liberalny socjalizm w polityce jest widoczny szczególnie w Wielkiej Brytanii i we Włoszech.
Wariant liberalnego socjalizmu w Wielkiej Brytanii znany jest jako etyczny socjalizm, był postulowany przez byłych premierów Ramsaya MacDonalda, Clementa Attleego oraz Tony’ego Blaira. Program Socjaldemokratycznej Partii Niemiec oficjalnie został stworzony na podstawie „freiheitlicher Sozialismus” (co może być tłumaczone jako liberalny socjalizm lub też bardziej dosłownie wolnościowy socjalizm). Kanclerz Niemiec Zachodnich Willy Brandt często identyfikowany był jako liberalny socjalista.

## Historia i warianty

### Niemcy

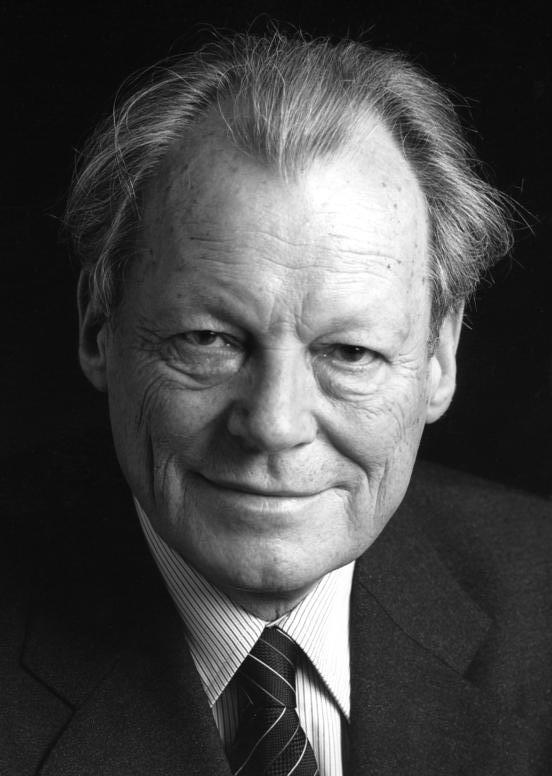
Willy Brandt kanclerz RFN w latach 1969-1974

Eduard Bernstein zdefiniował socjalizm jako „zorganizowany liberalizm”, ta definicja zainspirowała włoskiego socjalistę Carlo Rosselli aby rozszerzyć argumenty Bernsteina i opracować „liberalny socjalizm”. Wczesna wersja liberalnego socjalizmu została opracowana w Niemczech przez Franza Oppenheimera. Choć Oppenheimer był zadeklarowanym socjalistą uważany jest za jednego z czołowych teoretyków liberalnej wersji tej ideologii. Poglądy Oppenheimera stały się dość szybko popularne w Niemczech, do jego poglądów ekonomicznych odwoływał się nawet chadecki kanclerz Niemiec Ludwig Erhard.
W 1930 roku, Socjaldemokratyczna Partia Niemiec, partia uważana za reformistyczno-socjalistyczną, a wcześniej opierająca się na rewizjonistycznym marksizmie, rozpoczęła dyskurs w stronę polityki bardziej liberalnej. Gdy w 1933 partia została zdelegalizowana przez nazistów, część działaczy kontynuowała działalność na emigracji jako „SoPaDe”. Czołowym działaczem emigracyjnej socjaldemokracji był Curt Geyer, który deklarował poparcie dla liberalnego socjalizmu uważając doktrynę za zgodną z demokratycznym i społecznym ustrojem Republiki Weimarskiej. Po przywróceniu demokracji w Niemczech Zachodnich, program SPD z Godesberg z 1959 roku (Godesberger Programm) określał fundamenty ideowe partii, której podstawą miał być „freiheitlicher Sozialismus” (liberalny socjalizm) jednocześnie porzucając odwołania do ortodoksyjnego marksizmu. Politykę tę kontynuował późniejszy kanclerz Willy Brandt.

### Węgry
Poparcie dla liberalnego socjalizmu deklarował węgierski polityk socjalistyczny Oszkár Jászi, potępiał „komunistyczny socjalizm”. Był przeciwnikiem poglądów socjaldemokratycznych dotyczących klasy robotniczej, Jászi widział małorolnych chłopów i klasę średnią jako istotne dla rozwoju socjalizmu, i mówił o konieczności budowania „radykalnej klasy średniej”. Jego poglądy ukształtowały się szczególnie pod wpływem wydarzeń na Węgrzech z 1919 roku, krótko po upadku Węgierskiej Republiki Rad. Od tego okresu promował wolny, spółdzielczy socjalizm który obejmował liberalne zasady wolności, decentralizację i wolontariat. Krytykował praktyczną stronę komunizmu w Związku Radzieckim jako dyktatorski i militarystyczny etatyzm, gdzie konkurencja i jakość w gospodarce nie są uwzględniane.
Poglądy Oszkára Jászi, zwłaszcza jego prace uzasadniające słabość komunizmu bolszewickiego powróciły do węgierskiego życia publicznego dopiero w roku 1980.

### Wielka Brytania

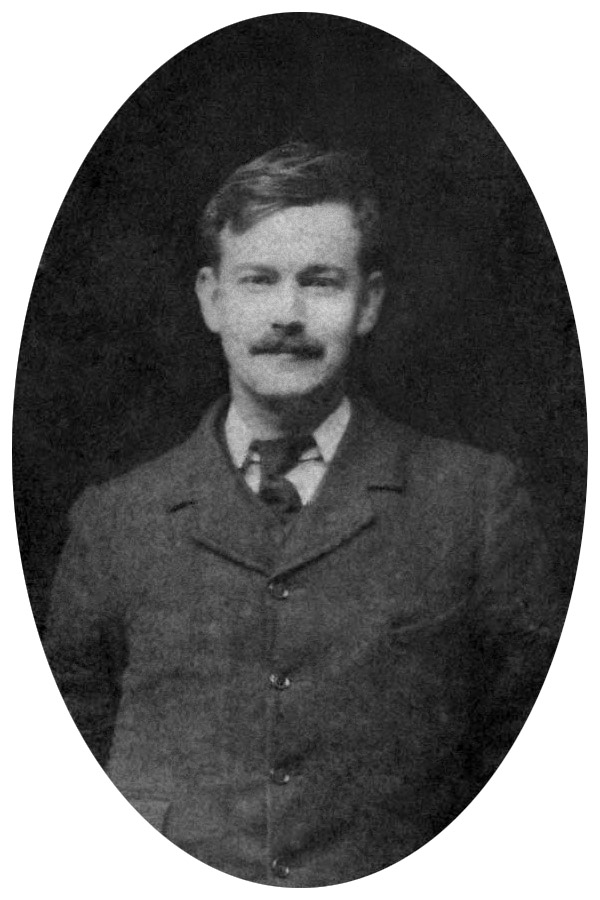
Richard Tawney

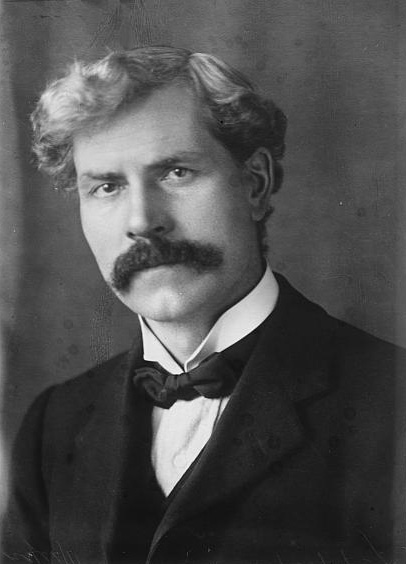
Ramsay MacDonald, premier Wielkiej Brytanii, (1924, 1929-1935).

Liberalny socjalizm, a konkretnie jego odmiana zwana etycznym socjalizmem wywiera istotny wpływ w brytyjskiej polityce. Kluczowym elementem etycznego socjalizmu jest jej wsparcie dla gospodarki mieszanej, która wiąże się z akceptacją roli zarówno przedsiębiorstwa publicznego i odpowiedzialnego społecznie przedsiębiorstwa prywatnego. Za ojca etycznego socjalizmu uważa się R.H. Tawneya, brytyjskiego chrześcijańskiego socjalistę. Ideologia ta pozostaje kluczowa jeśli chodzi o poglądy Partii Pracy. Socjalizm etyczny podkreśla potrzebę świadomej moralnie gospodarki opartej na zasadach współpracy i sprawiedliwości społecznej, sprzeciwiając się zaborczemu indywidualizmowi.
Etyczny socjalizm koncentruje się na krytyce etyki kapitalizmu, Tawney potępiał kapitalizm jako niemoralny i samolubny. Określał społeczeństwo kapitalistyczne jako „zachłanne” (praca Zachłanne społeczeństwo (1920)), które powoduje że własność prywatna jest wykorzystywana wyłącznie do zysku i produkcji nadwyżki. Tawney popierał więc opodatkowanie oraz redystrybucję tych środków w celu zapewnienia pomocy socjalnej, publicznej opieki zdrowotnej, edukacji i mieszkalnictwa. Opowiadał się za nacjonalizacja strategicznych gałęzi przemysłu i usług. Tawney zalecał uczestnictwo pracowników w zarządzaniu firmami oraz promował ruch spółdzielczy. Choć Tawney postulował dużą rolę przedsiębiorstw państwowych w gospodarce, uważał, że niezbędny dla poprawnego działania gospodarki jest sektor prywatny.
Do czołowych brytyjskich socjalistów etycznych zalicza się premiera Clementa Attleego oraz angielskiego filozofa Thomasa Hilla Greena. Premier Tony Blair opisywał wartości etycznego socjalizmu jako „sprawiedliwość społeczną, jednakową wartość każdego obywatela, równe szanse”. Blair uważa, że problemy Partii Pracy rozpoczęły się w latach 60. i 70., gdy partia odstępowała od etycznego socjalizmu, jego zdaniem Partia Pracy powinna powrócić do wartości socjalizmu etycznego promowanego przez rząd Attlee.

### Włochy
Włoski socjalista, Carlo Rosselli, będący zwolennikiem nauk uważanego za ojca socjaldemokracji Eduarda Bernesteina, rozwijał jego myśl dotyczącą „zorganizowanego liberalizmu”. Rosseli zdefiniował ideologię w swojej pracy o tej samej nazwie, wydanej w 1925 roku. Rosseli popierał typ gospodarki opracowanej przez niemieckiego ekonomistę Wernera Sombarta a w szczególności poglądy na temat gospodarki mieszanej przedstawione w pracy Der modern Kapitalismus (1908). Sombart w swoich pracach przedstawiał wizję gospodarki która łączyłaby własność publiczną i prywatną, zwiększając przy tym współpracę ekonomiczną i ograniczając konkurencje gospodarki. Rosseli doceniał wkład liberalizmu jako ideologii, lecz podkreślał głębokie rozczarowanie liberalizmem jako systemem.
Rosseli opierał swoje poglądy częściowo na wizjach przedstawianych przez ekonomistów takich jak John Stuart Mill czy Towarzystwo Fabiańskie. Jego podziw wobec brytyjskiego socjalizmu przybrał na znaczeniu po wizycie w Wielkiej Brytanii w 1923 roku gdzie spotkał Richarda Tawneya, G. D.H. Cole oraz innych członków Towarzystwa Fabiańskiego.
Ważnym składnikiem włoskiego liberalnego socjalizmu opracowanego przez Rossieliego był antyfaszyzm. Rosseli wierzył, że faszyzm może zostać pokonany przez powrót do tradycyjnych wartości socjalistycznych. Rosseli założył ruch Giustizia e Libertà (Sprawiedliwość i Wolność). Do organizacji tej należeli między innymi przyszły premier Ferruccio Parri i przyszły prezydent Sandro Pertini. Ruch widział Mussoliniego jako bezwzględnego mordercę, który sam zasłużył na śmierć w rezultacie działacze organizacji próbowali kilkakrotnie dokonać zamachu na dyktatora.
Po śmierci Rosseliego liberalny socjalizm we Włoszech rozwijany był przez Guido Calogero. W przeciwieństwie do Rosseliego, Calogero uważał ideologię za unikalną „liberalsocialism”, przeciwstawną wobec tradycyjnej włoskiej myśli liberalnej i socjalistycznej. Po II wojnie światowej, w 1945 roku Ferruccio Parri z liberalno-socjalistycznej „Partito d'Azione” pełnił przez krótki okres funkcję premiera. W 1978, liberalny socjalista Sandro Pertini z Włoskiej Partii Socjalistycznej został wybrany na urząd prezydenta.